# Borna Ćorić
Borna Ćorić (phát âm tiếng Croatia: [bôːrna tɕǒːritɕ]; sinh ngày 14 tháng 11 năm 1996) là một vận động viên quần vợt chuyên nghiệp người Croatia. Vào ngày 2 tháng 7 năm 2018, anh đã đạt được vị trí đơn cao nhất trong sự nghiệp của anh với thứ 20 trên thế giới. Anh đã từng được đánh giá là tay vợt trẻ tài năng nhất.

## Sự nghiệp trẻ
Năm 2013, Ćorić vào tới vòng bán kết của hai giải Úc và Pháp Mở rộng nội dung trẻ, trước khi vô địch Mỹ Mở rộng trước Thanasi Kokkinakis trong 3 set. Sau kết quả đó, Ćorić lên ngôi số 1 bảng xếp hạng trẻ. Cũng trong năm, anh cũng bắt đầu chơi ở ITF Futures circuit, giành được 5 danh hiệu đơn.

## Sự nghiệp chuyên nghiệp

### 2013: Trận đấu đầu tiên 5 set
Ćorić lần đầu ra mắt tại Davis Cup 2013, sau khi anh được Croatia chọn vào tham dự trận đấu Play-off Nhóm Thế giới trước Anh Quốc, với trận đấu 5 set trước tay vợt đứng thứ 3 trên thế giới, Andy Murray. Mặc dù hứa hẹn là một trận đấu hay, trận đấu của tay vợt người Scotland đã thua 6 games, và đánh bại anh trong set 3, anh đã bị thua chóng vánh.

### 2014: ATP Star of Tomorrow
Vào tháng 4, Ćorić đã đánh bại tay vợt số 24 Jerzy Janowicz trong ngày đầu tiên của Davis Cup, Croatia gặp Ba Lan.
Vào tháng 7, trong vòng đầu của giải sân đất nện ở Umag khi anh được đặc cách, Ćorić đã đánh bại chóng vánh được tay vợt trong top 50, hạt giống số 7 của giải Édouard Roger-Vasselin. Anh đánh bại tay vợt vượt qua vòng loại Horacio Zeballos ở vòng hai để giúp anh có giải ATP đầu tiên vào tứ kết. Ở vòng tứ kết, anh gặp hạt giống số hai Fabio Fognini và thua trong 3 set. Ćorić lần đầu vào top 200 vào ngày 28 tháng 7 sau khi anh tham dự giải ở Umag, vị trí số 194.
Vào tháng 8, Ćorić vượt qua vòng loại vào vòng đấu chính của Mỹ Mở rộng, tham dự giải Grand Slam đầu tiên của anh. Anh đáhn bại hạt giống số 29 Lukáš Rosol trong vòng đầu một cách chóng vánh, trước khi bị loại trước Víctor Estrella Burgos ở vòng hai.

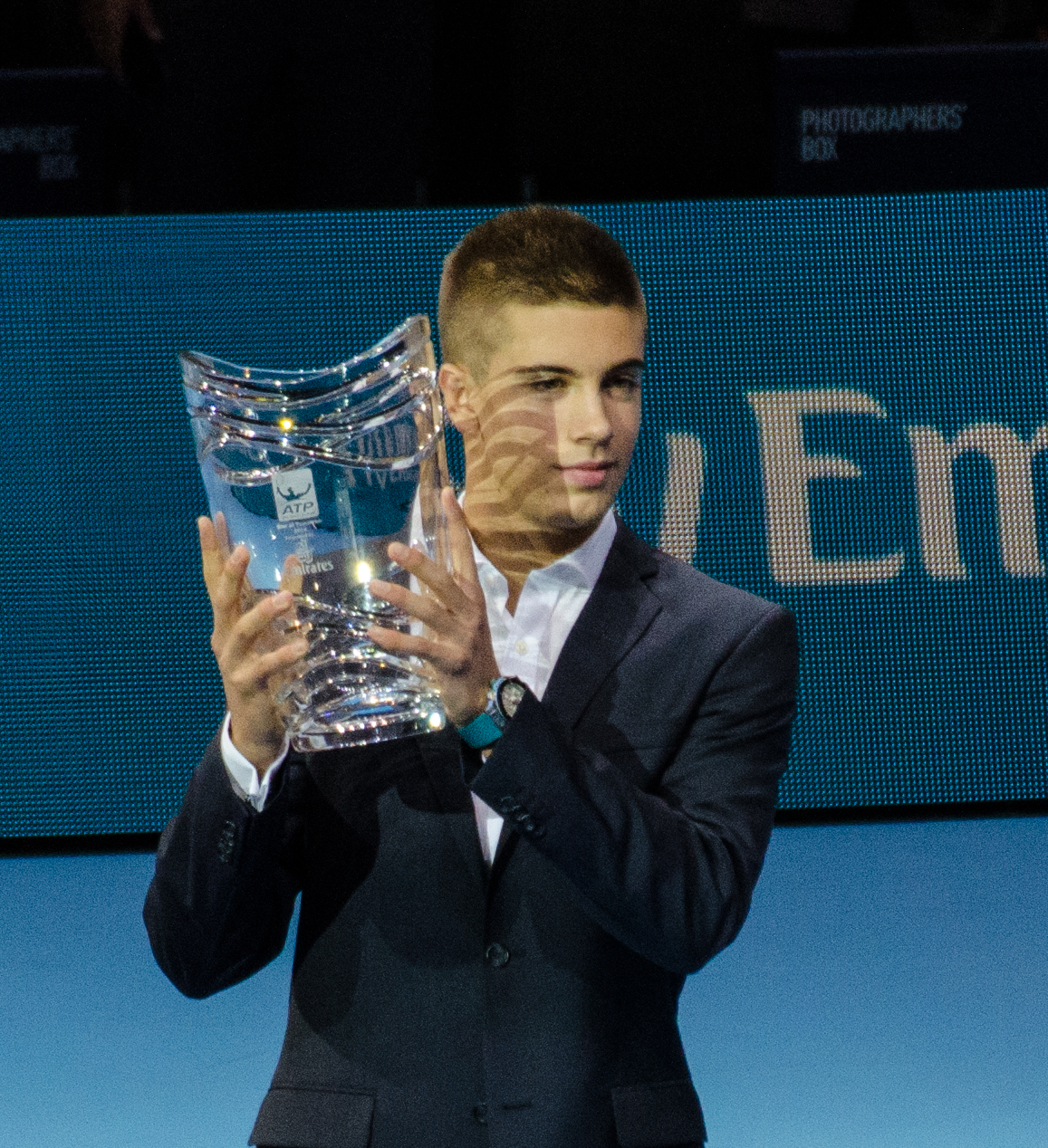
Ćorić nhận giải thưởng ATP Star of Tomorrow 2014 tại Ò ở Luân Đôn

Vào ngày 21 tháng 9, Ćorić giành được danh hiệu ATP Challenger Tour đầu tiên ở İzmir, và anh vào top 150 lần đầu tiên ở tuổi 17 và 10 tháng sau, lên số 140.
Vào tháng 10, anh được đặc cách vào giải Swiss Indoors, nơi anh giành chiến thắng trước tay vợt top 20, số 13, Ernests Gulbis, một cách chóng vánh. Ở vòng tứ kết, anh gây ra một bất cả trong sự nghiệp trẻ của mình, đánh bại tay vợt số 3 trên thế giới, Rafael Nadal. Anh vào vòng bán kết và nó giúp anh lần đầu tiên vào top 100 thế giới (số 93), trở thành tay vợt trẻ nhất kể từ Nadal vào năm 2003. Ở vòng bán kết, anh thua trước tay vợt vào top 10 trong tương lai là David Goffin trong 3 set.
Vào tháng 11, Ćorić giành được Giải thưởng ATP Star of Tomorrow bởi ATP Award, cho các tay vợt trẻ trong top 100.

### 2015: Vòng ba Pháp Mở rộng
Tại Giải quần vợt Úc Mở rộng 2015, Ćorić được đặc cách vào vòng đấu chính của giải Grand Slam. Anh thua hạt giống số 29 Jérémy Chardy ở vòng một, trong 4 set.
Vào tháng 2, Ćorić lần thứ 2 vào bán kết giải ATP 500 trong sự nghiệp ở Dubai, đánh bại tay vợt số 3 thế giới, Andy Murray, chóng vánh ở vòng tứ kết, đây là tay vợt trong top 5 thứ hai của anh; mặc dù Ćorić không vượt qua vòng loại, anh vẫn được vào vòng đấu chính thức vì là tay vợt thua cuộc may mắn. Ở bán kết, anh thua tay vợt số 2, Roger Federer, một cách chóng vánh. Vào tháng 3, Ćorić lần đầu tiên tham dự vòng đấu chính của giải ATP 1000 ở BNP Paribas Open, sau khi thắng 2 trận đấu vòng loại, vào vòng 2.
Tại Giải quần vợt Pháp Mở rộng 2015, Ćorić lần đầu tiên vào vòng ba một giải Grand Slam, sau khi đánh bại Sam Querrey hạt giống số 18 Tommy Robredo, trước khi thua Jack Sock.
Ćorić lần đầu tham dự giải đấu sân cỏ khi đánh bại Donald Young ở vòng một ở Halle và sau đó thua Tomas Berdych. Tại nội dung đơn nam Wimbledon 2015, anh đánh bại Sergiy Stakhovsky ở vòng 1 và thua hạt giống số 25 Andreas Seppi ở vòng 2 trong 5 set.
Vào tháng 8, Ćorić leo lên vị trí số cao nhất, số 33 trên bảng xếp hạng ATP. Sau khi đánh bại tay vợt trẻ, và tương lai số 3 Sascha Zverev, anh thua Stan Wawrinka trong 3 set ở vòng 2 ở Cincinnati. Tại Winston-Salem Open 2015 lần đầu tiên Ćorić ở một giải đấu ATP là một trong hạt giống. Khi anh vào và thua ở vòng tứ kết trước nhà vô địch sau đó là Kevin Anderson. Tại Giải quần vợt Mỹ Mở rộng 2015, anh thua ở vòng 1 trước hạt giống số 8 Rafael Nadal trong 4 set.
Vào tháng 9, sau khi vô địch ATP Challenger ở Brasil, Ćorić, đại diện cho Croatia, thắng hai trận đấu đơn ở Davis Cup Play-off Nhóm Thế giới 2015 trước Brasil. Ćorić kết thúc mùa giải 2015 với vị trí số 44.

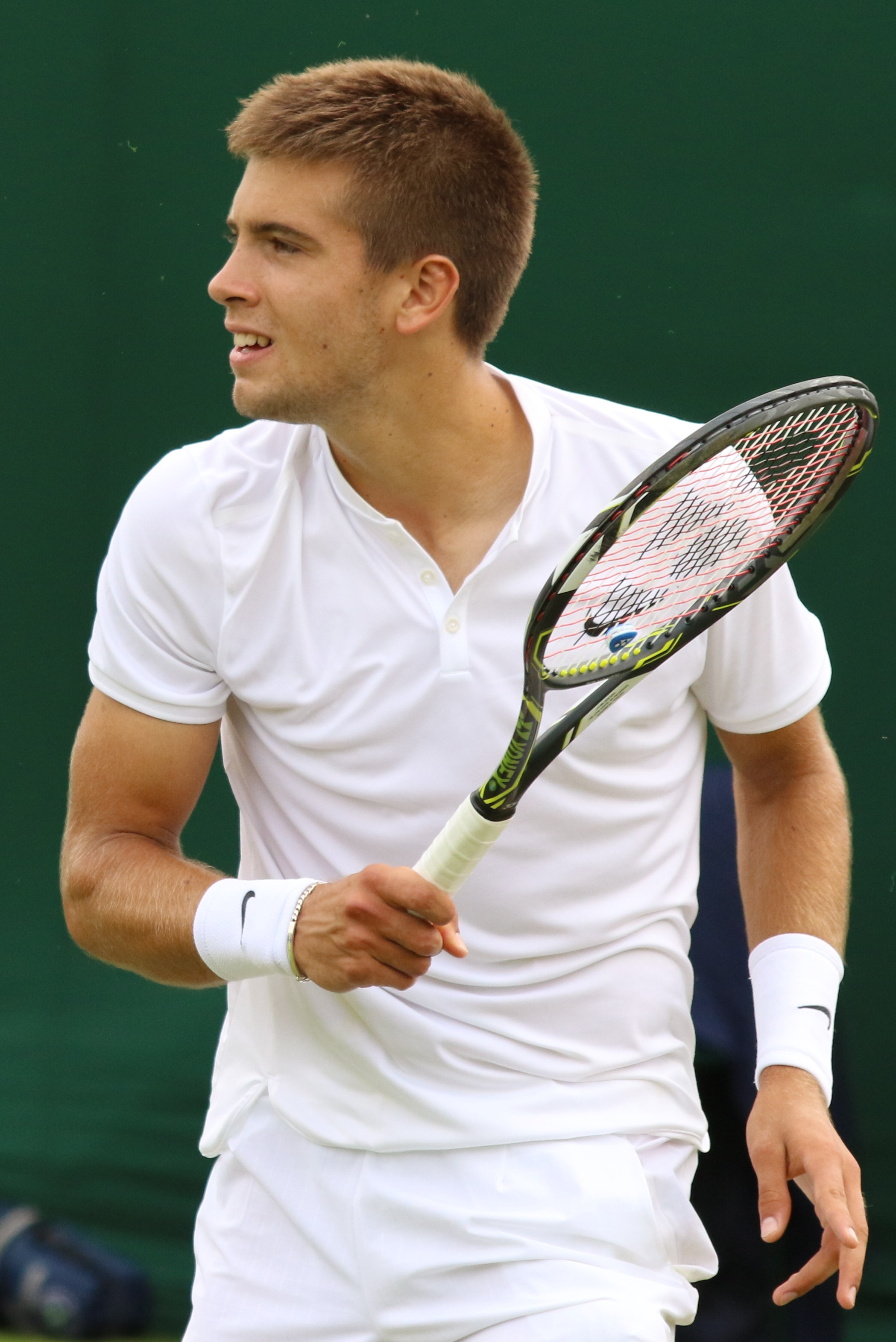
Ćorić tại Wimbledon 2016

### 2016: Chung kết ATP đầu tiên và chấn thương đầu gối
Vào tháng 1, anh có tên trong danh sách thể thao "30 Under 30" của Forbes cho năm 2016.. Cũng vào tháng này, anh vào chung kết ATP đầu tiên ở Chennai, nhưng bị đánh bại bởi Stan Wawrinka một cách chóng vánh. Vào tháng 3, Ćorić chơi cho Croatia ở Davis Cup trước Bỉ. Anh đã thua 5 set trước David Goffin, nhưng thắng trước Kimmer Coppejans.
Vào tháng 4, anh vào chung kết ATP thứ 2 trong sự nghiệp ở Marrakesh, thua trước Federico Delbonis một cách chóng vánh.
Tại Cincinnati Masters 2016, Ćorić đánh bại tay vợt top 10 thứ ba khi anh đánh bại cựu tay vợt số 1, Rafael Nadal, một cách chóng vánh. Đây là lần thứ 2 trong sự nghiệp anh đã đánh bại được Nadal. Ćorić lần đầu tiên vào vòng tứ kết ATP 1000 tại Cincinnati Masters, nhưng anh đã phải bỏ cuộc trong trận đấu trước nhà vô địch sau đó, Marin Čilić, ở vòng tứ kết vì bị chấn thương đầu gối, và là lần đầu tiên trong sự nghiệp Ćorić đã bỏ cuộc trong 1 trận đấu.
Vào tháng 9, Ćorić thua Richard Gasquet ở bán kết Davis Cup giữa Pháp gặp Croatia, và anh kết thúc sự nghiệp khi bị chấn thương đầu gối.

### 2017: Danh hiệu ATP đầu tiên
Năm 2017, Ćorić đã giành được danh hiệu ATP đầu tiên tại Grand Prix Hassan II 2017, sau khi trở lại đánh bại Philipp Kohlschreiber trong 3 set sau khi có được 5 điểm vô địch.
Vào ngày 12 tháng 5 năm 2017, tại Mutua Madrid Open 2017, Ćorić đánh bại tay vợt số 1, Andy Murray, chóng vánh. Đây là lần đầu tiên anh thắng 1 tay vợt số một.
Ở vòng 2 Mỹ Mở rộng, Ćorić đã có chiến thắng lịch sử trong sự nghiệp của anh tại các giải Grand Slam, đánh bại hạt giống số 4, Sascha Zverev. Ćorić đã thua Kevin Anderson ở vòng ba.
Ćorić đã vượt qua vòng loại Next Generation ATP Finals khi kết thúc trong top 7 tay vợt Đến Milan. Anh là hạt giống số bốn và vượt qua vòng bảng, đánh bại Karen Khachanov, Daniil Medvedev và Jared Donaldson. Anh đánh bại Andrey Rublev ở vòng bán kết.

### 2018: Mùa giải hay nhất sự nghiệp và top 20
Vào tháng 2, Ćorić đã giúp cho Croatia vào vòng tứ kết Davis Cup, đánh bại Vasek Pospisil và ngôi sao tương lai Denis Shapovalov. Vào tháng ba, Ćorić lần đầu tiên vào bán kết ATP Masters 1000 ở Indian Wells; tuy nhiên, anh đã thua trước Roger Federer trong ba set mặc dù thắng set đầu và dẫn trước break.
Tại Halle Open 2018, anh đánh bại tay vợt số 3, Alexander Zverev, và số 1, Roger Federer, (có mạch 20 trận bất bại trên sân cỏ), để giành được danh hiệu thứ 2 và lần đầu trên sân cỏ. Vào tháng 7, anh đã đạt được thứ hạng đánh đơn cao nhất trong sự nghiệp là vị trí số 20. Vào ngày 2 tháng 7, Ćorić thua vòng đầu Wimbledon 2018 trước Daniil Medvedev.

## Phong cách đánh và huấn luyện viên
Ćorić là tay vợt thuận tay phải. Anh ta cứng rắn từ cả cánh tay trái và cánh tay trái và di chuyển tốt trên mặt sân. Phong cách chơi của anh ấy có xu hướng kéo dài trận đấu và hạ gục đối thủ của anh ấy từ đường vạch sân. Do thực tế là anh ấy thuận tay trái nhưng chơi trên tay phải của mình, những điểm mạnh trong trò chơi của anh ấy là trong chuyển động của anh ấy và trái tay hai tay của anh ấy. Ngoài ra, anh cũng có một phục vụ mạnh mẽ và chính xác, cho phép anh ta giành được nhiều điểm dễ dàng. Điều đó lần lượt, giúp bảo tồn năng lượng của mình cho các trò chơi trở lại và đối thủ lâu đời hơn trong các cuộc trận đấu kéo dài dài, để phá vỡ phục vụ của họ.
Anh đã có các huấn luyện viên Željko Krajan (2014–2015), Thomas Johansson (2015), Miles Maclagan (2016), và Ivica Ančić (2016-2017). Hiện tại, anh được huấn luyện bởi Kristijan Schneider và Riccardo Piatti.

## Thống kê sự nghiệp

### Thống kê các giải Grand Slam
| VĐ | CK | BK | TK | V# | RR | Q# | A | NH |

| Giải đấu     | 2013 | 2014 | 2015 | 2016 | 2017 | 2018 | SR     | T-B   | %Thắng |
| ------------ | ---- | ---- | ---- | ---- | ---- | ---- | ------ | ----- | ------ |
| Úc Mở rộng   | A    | A    | 1R   | 1R   | 1R   | 1R   | 0 / 4  | 0–4   | 0%     |
| Pháp Mở rộng | A    | A    | 3R   | 3R   | 2R   | 3R   | 0 / 4  | 7–4   | 64%    |
| Wimbledon    | A    | Q1   | 2R   | 1R   | 1R   | 1R   | 0 / 4  | 1–4   | 20%    |
| Mỹ Mở rộng   | A    | 2R   | 1R   | 1R   | 3R   |      | 0 / 4  | 3–4   | 43%    |
| Thắng-Bại    | 0–0  | 1–1  | 3–4  | 2–4  | 3–4  | 2–3  | 0 / 16 | 11–16 | 41%    |

## Danh hiệu
- ATP Star of Tomorrow (2014)